# Бријер Алишан
Бријер Алишан (фр. Bruère-Allichamps) насеље је и општина у централној Француској у региону Центар (регион), у департману Шер која припада префектури Сент Аман Монрон.
По подацима из 2011. године у општини је живело 640 становника, а густина насељености је износила 46,04 становника/km². Општина се простире на површини од 13,9 km². Налази се на средњој надморској висини од 200 метара (максималној 217 m, а минималној 137 m).

## Демографија
| 1962. | 1968. | 1975. | 1982. | 1990. | 1999. | 2011. |
| ----- | ----- | ----- | ----- | ----- | ----- | ----- |
| 603   | 669   | 649   | 631   | 609   | 573   | 640   |

График промене броја становника у току последњих година